# You Got the Silver
«You Got the Silver» —en español: «Tienes la plata»— es una canción de la banda de rock británica The Rolling Stones de su disco del año 1969 Let It Bleed. También fue lanzado como el lado B del sencillo «Let It Bleed» en Japón.

## Historia
Grabada el 18 de febrero de 1969, «You Got the Silver»fue la primera canción en la que el guitarrista Keith Richards interpreta la voz solista en exclusiva (Keith había compartido con Mick Jagger la voz solista en la canción «Salt of the Earth»). Composición del propio Richards parece estar inspirada en su novia de entonces, Anita Pallenberg.
«You Got the Silver»fue la última grabación lanzada de los Stones con Brian Jones. Aportó la autoarpa y es una de sus dos apariciones en el álbum. La banda grabó una versión de la canción con Jagger a la cabeza, pero optó por usar la versión de Richards para el lanzamiento oficial. La versión de Jagger se ha convertido desde entonces en una grabación de bootleg bien conocida. La contribución de Jones se puede oír solamente en la mezcla alterna con Jagger cantando.
El bajo de Bill Wyman también se destaca más en la mezcla alternativa inédita. La mezcla oficial del álbum tiene la autoarpa bien mezclada muy baja o eliminada completamente a favor de órgano de Nicky Hopkins, agregando un efecto de eco hacia atrás aplicado a la pista de Richards guitarra de diapositivas.
La canción fue tocada en vivo por primera vez durante el No Security Tour en 1999. Fue sacada de nuevo por Richards para el A Bigger Bang Tour. Una actuación en vivo del 1 de noviembre de 2006 fue capturada en la película Shine a Light del 2008 y aparece en el álbum del mismo nombre. La canción también se tocó durante la gira de los Rolling Stones 50 & Counting, y una actuación de julio de 2013 que aparece en Hyde Park Live, con Ron Wood tocando la guitarra slide. Durante las actuaciones en vivo, la canción es muy notable por ser cantada por Richards sin tocar la guitarra o cualquier otro instrumento.
You Got the Silver aparece en la película de 1970 Zabriskie Point de Michelangelo Antonioni.

## Personal
Acreditados:
- Keith Richards: voz, guitarra eléctrica, guitarra acústica
- Brian Jones: autoarpa
- Bill Wyman: bajo
- Charlie Watts: batería
- Nicky Hopkins: piano, órgano

## Versiones de otros artistas
- La canción ha sido versionada por la cantante de blues Susan Tedeschi en su álbum Hope and Desire.
- La banda Crooked Still realizó un cover de la canción en su álbum Some Strange Country de 2010.